# خورخي فرانسيسكو فارجاس
خورخي فرانسيسكو فارجاس (بالإسبانية: Jorge Vargas)‏ (8 فبراير 1976 بسانتياغو في تشيلي - ) هو لاعب كرة قدم تشيلي في مركز الدفاع. شارك مع منتخب تشيلي لكرة القدم. أما مع النوادي، فقد لعب مع نادي أونيفرسيداد كاتوليكا ونادي إمبولي ونادي ريجينا ونادي ريد بل سالزبورغ ونادي سبيزيا ونادي ليفورنو وهواتشيباتو ونادي كوكيمبو أونيدو وسان لويس دي كويلوتا ولاسيرينا.

## روابط خارجية
- خورخي فرانسيسكو فارجاس على موقع قاعدة بيانات كرة القدم.إي يو (الإنجليزية)
- خورخي فرانسيسكو فارجاس على موقع ناشيونال فوتبول تيمز (الإنجليزية)
- خورخي فرانسيسكو فارجاس على موقع Soccerway.com (الإنجليزية)
- خورخي فرانسيسكو فارجاس على موقع عالم كرة القدم.نت (الإنجليزية)